# محاسن التأويل
محاسن التأويل أو تفسير القاسمي أحد كتب تفسير القران الكريم، ألفه جمال الدين القاسمي (1283 هـ / 1866 - 1332 هـ / 1914)، يعد تفسير علامة الشام القاسمي موسوعة حديثة في التفسير، لأنه كان من المتأخرين، فاطلع على تفاسير السابقين، وعرف ما تخللها من غث وثمين، فضمن تفسير الكثير من نوادر الفوائد والفرائد، واختار أصح الآراء وأدقها، وعرضها بلغة العصر وأسلوبه.

## أسلوب التفسير
اعتمد القاسمي في مصنفه على الاستشهاد بالقرآن الكريم والحديث الشريف وكثيرا من أقوال أئمة المسلمين الغابرين، ولم يقتصر في نقوله عن الأئمة الأربعة المعروفين بل كان يعتمد الرأي الحسن أين ما وجده سواء عند زيدي أو معتزلي أو خارجي أو حتى عند علماء الإفرنج لأن الحكمة ضالة المؤمن وهو يضفي على كتابه هذا وجميع كتبه اللون الأدبي البليغ الجميل.

## سبب التأليف
يقول القاسمي في مقدمة كتابه: «وإني كنت حركت الهمة إلى تحصيل ما فيه من الفنون، والاكتحال بإثمد مطالبه لتنوير العيون، فأكببت على النظر فيه، وشغفت بتدبر لآلئ عقوده ودراريه. وتصفحت ما قدر لي من تفاسير السابقين، وتعرفت، حين درست، ما تخللها من الغث والسمين. ورأيت كلا، بقدر وسعه، حام حول مقاصده. وبمقدار طاقته، جال في ميدان دلائله وشواهده. وبعد أن صرفت في الكشف عن حقائقه شطرا من عمري. ووقفت على الفحص عن دقائقه قدرا من دهري. أردت أن أنخرط في سلك مفسريه الأكابر. قبل أن تبلى السرائر وتفنى العناصر. وأكون بخدمته موسوما، وفي حملته منظوما. فشحذت كليل العزم، وأيقظت نائم الهم. واستخرت الله تعالى في تقرير قواعده، وتفسير مقاصده. في كتاب اسمه بعون الله الجليل: محاسن التأويل، أودعه ما صفا من التحقيقات، وأوشحه بمباحث هي المهمات. وأوضح فيه خزائن الأسرار. وأنقد فيه نتائج الأفكار، وأسوق إليه فوائد التقطتها من تفاسير السلف الغابر. وفرائد عثرت عليها في غضون الدفاتر. وزوائد استنبطتها بفكري القاصر. مما قادني الدليل إليه. وقوي اعتمادي عليه. وسيحمد السابح في لججه، والسانح في حججه، ما أودعته من نفائسه الغريبة البرهان، وأوردته من أحاديثه الصحاح والحسان، وبدائعه الباهرة للأذهان، فإنها لباب اللباب، ومهتدى أولي الألباب. ولم أطل ذيول الأبحاث بغرائب التدقيقات، بل اخترت حسن الإيجاز في حل المشكلات. اللهم إلا إذا قابلت فرسان مضمار الحق جولة الباطلات، فهنالك تصوّب أسنّة البراهين نحو نحور الشبهات.
ولا يخفى أن من القضايا المسلمة، والمقدمات الضرورية، أنه مهما تأنق الخبير في تحبير دقائقه السميّة، فما هو إلا كالشرح لشذرة من معانيه الظاهرة، وكالكشف للمعة يسيرة من أنواره الباهرة، إذ لا قدرة لأحد على استيفاء جميع ما اشتمل عليه الكتاب، وما تضمنه من لباب اللباب، لأنه منطو على أسرار مصونة، وجواهر حكم مكنونة لا يكشفها بالتحقيق إلا من اجتباه مولاه، ولا تتبين حقائقها إلا بالتلقى عن خيرته ومصطفاه».

## وصلات خارجية
- تحميل كتاب محاسن التأويل من المكتبة الشاملة
- تحميل كتاب محاسن التأويل من المكتبة الوقفية